# Mestolobes abnormis
Mestolobes abnormis är en fjärilsart som beskrevs av Butler 1882. Mestolobes abnormis ingår i släktet Mestolobes och familjen Crambidae. Inga underarter finns listade i Catalogue of Life.